# Dracula sibundoyensis
Dracula sibundoyensis,  es una especie de orquídea epifita de gran belleza, que toma su nombre de especie del Valle de Sibundoy, en el departamento de Putumayo, suroeste de Colombia, donde floreció el 30 de julio de 1978 tras ser cultivada. Fue encontrada, recogida y cultivada por el religioso de la Comunidad de Hermanos Maristas, Octavio Ospina Medina, un ibaguereño que vivió hasta sus últimos días en esa región, y en cuyo honor también una especia nueva de orquídea Dracula fue nombrada, la Dracula octavioi.

## Descripción
Es una orquídea de tamaño pequeño a mediano, con hábitos de epífita y ramicaules de crecimiento erecto, robustos con 2 a 3 vainas tubulares sueltas que llevan una sola hoja, apical, erecta, delgadamente coriácea, carinada, muy estrechamente obovada a lineal, estrechándose poco a poco por debajo en la base aguda conduplicada, y peciolada. Florece en la primavera y el verano en una inflorescencia robusta, de color púrpura, horizontal descendente, de 8 a 15 cm  de largo, floja, con sucesivamente pocas flores, la inflorescencia racemosa surge desde la parte baja del ramicaule y lleva una bráctea floral tubular.

## Distribución y hábitat
Se encuentra en el departamento de Putumayo, en el suroeste de Colombia y en el noroeste de Ecuador en la vertiente oriental de la Cordillera de los Andes en los bosques de niebla en las elevaciones de 2200 a 2300 metros. 

## Taxonomía
Dracula sibundoyensis fue descrita por Luer & R.Escobar   y publicado en Orquideología; Revista de la Sociedad Colombiana de Orquideología 13: 137. 1979.
Etimología
Dracula: nombre genérico que deriva del latín y significa: "pequeño dragón", haciendo referencia al extraño aspecto que presenta con dos largas espuelas que salen de los sépalos.
sibundoyensis; epíteto geográfico que alude a su localización en el Valle de Sibundoy, en el departamento de Putumayo, suroeste de Colombia.